# Concilio di Melfi V
Il Concilio di Melfi V si tiene nell'estate del 1137 ed è l'ultimo dei cinque Sinodi Papali organizzati a Melfi e riconosciuti dalla Chiesa.

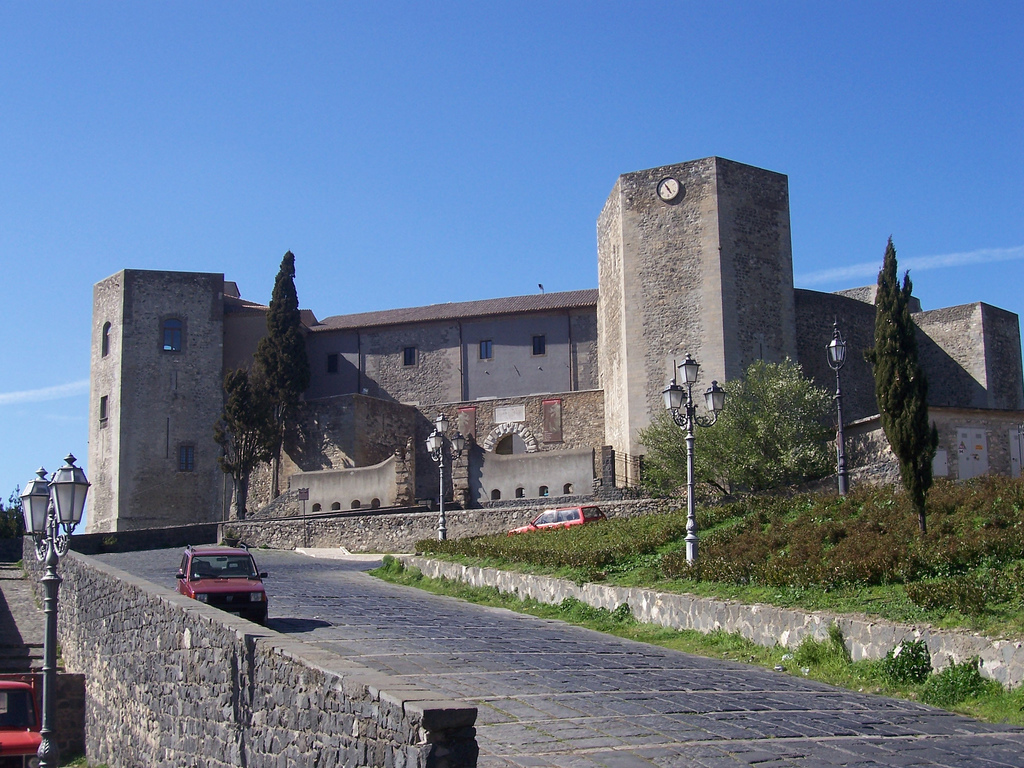
Veduta del Castello di Melfi, sede di tutti i Concili.

## Scheda
| Concilio                 | Pontefice che presiede i lavori | Partecipanti religiosi                                                    | Partecipanti nobili                   | Data di svolgimento | Provvedimenti principali                                                                                               | Note |
| Quinto concilio di Melfi | Innocenzo II                    | Rainaldo Abate di Montecassino, Pietro Diacono, Pandolfo Vescovo di Teano | Imperatore Lotario II di Supplinburgo | 4 - 18 luglio 1137  | depone l'antipapa Anacleto II - Delegittima Ruggero II Altavilla, in favore di Rainulfo di Alife, nuovo Duca di Puglia | Concede il perdono ai benedettini di Montecassino, sostenitori dell'antipapa Anacleto II, ed annulla la scomunica ai monaci stessi |

## Aspetti organizzativi
Il Pontefice Innocenzo II tiene il quinto concilio di Melfi nel castello del Vulture e nel tenimento di Lagopesole dal 4 luglio al 18 luglio 1137.
Innocenzo II e Lotario II di Supplinburgo concentrano a maggio le armate accanto alla rocca di Lagopesole, sulla via Herculea, che collega a Melfi ed alla Calabria, in mano agli Altavilla, e si accampano per tutto il mese. Poi assediano la città di Melfi e costringono Ruggero II di Sicilia alla fuga, quindi riescono a conquistare la sua (ex) capitale, Melfi, il 29 giugno 1137.
Un ritratto del Pontefice, realizzato nel periodo 1748 / 1765, sarà esposto nella cattedrale di Melfi a ricordo dell'avvenimento.

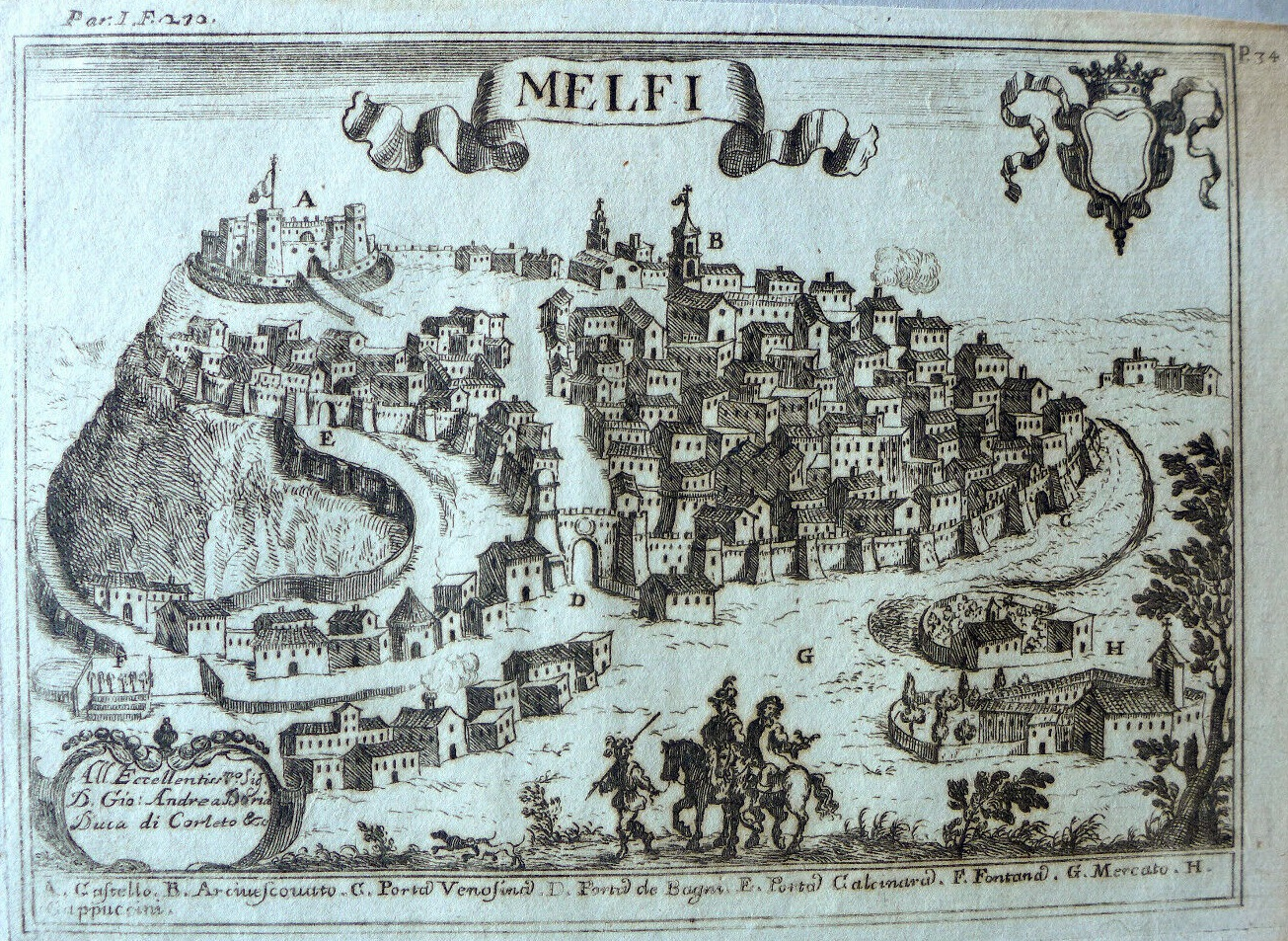
Antica stampa di Melfi (Potenza

## Aspetti religiosi
Il Concilio discute delle emergenze religiose ed i Padri conciliari decidono la deposizione dell'Antipapa Anacleto II.
È significativo rilevare come Innocenzo voglia dimostrare al suo antagonista, in questa sede, che la deposizione solenne avvenga con lo stesso strumento (un Concilio), e nello stesso luogo (il castello di Melfi), ove Anacleto aveva (arbitrariamente) istituito il titolo di Sovrano e lo aveva concesso alla Dinastia Altavilla.
La Casata Altavilla è tra le poche a riconoscere Anacleto, insieme ai monaci di Montecassino, mentre la maggior parte dei religiosi e dei Sovrani riconosce come Papa Innocenzo II. E sarà proprio quest'ultimo Pontefice a legittimare, a sua volta, il titolo di Re, ma soltanto nel 1139 e, cioè, due anni dopo dello stesso Concilio di Melfi V .
Durante il soggiorno sorgono contrasti per definire i diritti su Montecassino e l'imperatore convoca Rainaldo, abate del Monastero.  Falcone Beneventano scrive: “Imperatore e pontefice si portarono nel territorio di Lagopesole e ivi dimorarono per circa un mese. Non il castrum, che allora doveva essere ancora nel pieno del suo ampliamento, bensì l'aperta campagna accolse gli accampamenti delle due massime autorità della terra”
Pietro Diacono, bibliotecario in Montecassino, racconta che la delegazione parte il 24 giugno 1137 (con Rainaldo e lo stesso Diacono: Pandolfo vescovo di Teano, Amfredo tesoriere, Mauro Curopolato, Pietro Maccabeo) ed il 1º luglio arriva a Lagopesole. Poi il 18 luglio 1137 si tiene l'ultima sessione del Concilio, nel corso della quale Innocenzo II concede il perdono ai benedettini di Montecassino, finora sostenitori dell'antipapa Anacleto II, ed annulla la scomunica ai monaci stessi.
Un Privilegio riporta le Chiese concesse al Monastero ed in particolare San Bartolomeo in Arce (Rocca), poi intitolata alla Madonna delle Grazie, che passa dal Monastero di Farfa alle dipendenze di Cassino.

## Aspetti politici

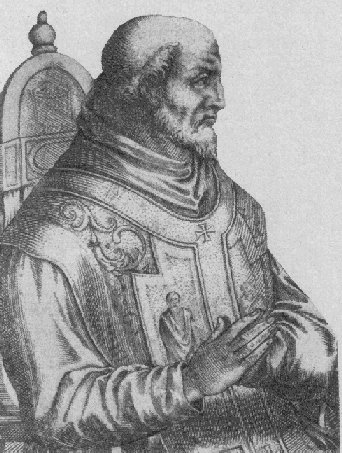
papa Innocenzo II

Il Pontefice Innocenzo II convoca il Concilio di Melfi V per verificare i rapporti fra il Papato e le famiglie Normanne Altavilla e Drengot.
Il 4 luglio 1137 Innocenzo II, insieme all'imperatore Lotario di Supplinburgo, delegittima Ruggero II, della Casata d'Altavilla, in favore di Rainulfo di Alife, della Casata dei Drengot, nuovo Duca di Puglia.

## Cronologia dei concili di Melfi
| Concilio                                                        | Pontefice che presiede i lavori | Data di svolgimento                | Provvedimenti principali                                                                               |
| Primo concilio di Melfi-                                        | Niccolò II                      | 3 - 25 agosto 1059                 | È preceduto dal trattato di Melfi e si conclude con il concordato di Melfi.                            |
| Secondo concilio di Melfi-                                      | Alessandro II                   | 1º agosto - settembre 1067         | Scomunica Roberto il Guiscardo.                                                                        |
| Terzo concilio di Melfi-                                        | Urbano II                       | 10 - 17 settembre 1089             | Bandisce la Prima Crociata.                                                                            |
| Quarto concilio di Melfi-                                       | Pasquale II                     | agosto 1101 - (La data è incerta). | Scomunica la città di Benevento.                                                                       |
| Concilio di Melfi Non riconosciuto dalla chiesa (senza Numero)- | Antipapa Anacleto II            | 5 novembre 1130.                   | Crea la corona di Re di Sicilia e la assegna a Ruggero II Altavilla.                                   |
| Quinto concilio di Melfi                                        | Innocenzo II                    | 4 - 18 luglio 1137                 | Scomunica l'antipapa Anacleto II e delegittima Ruggero II Altavilla in favore di Rainulfo III Drengot. |

Il Concilio tenuto nel 1130 è senza numero perché non è riconosciuto dalla Chiesa, in quanto è organizzato dall'Antipapa Anacleto II.

### Fonti antiche
- Falcone Beneventano, Chronicon Beneventanum.
- Pietro Diacono, Altercatio pro cenobio Casinensi.